# Ikarus 284
Ikarus 284 – węgierski średniopodłogowy autobus przegubowy, produkowany w niewielkiej liczbie egzemplarzy w latach 1984–1986 przez firmę Ikarus.
Model 284 skonstruowany został przy wykorzystaniu elementów  wysokopodłogowego autobusu Ikarus 280, w stosunku do którego charakteryzował się przedłużonym o 140 cm nadwoziem oraz obniżonym do 760 mm poziomem podłogi wewnątrz pojazdu. Do napędu Ikarusa 284 przewidziano umieszczony w sekcji B 6-cylindrowy silnik wysokoprężny Raba-MAN D2156MKT6U o mocy maksymalnej 174 kW (237 KM). Jednostka napędowa zblokowana została z automatyczną 2-biegową skrzynią biegów Praga 2M70 lub automatycznymi przekładniami Voith D851.2 (3 biegi) albo ZF 4HP600 (4 biegi). W układzie jezdnym stosowano osie przednie LiAZ A4 produkcji ZSRR lub MVG 832 oraz oś środkową MVG 571.60 i most napędowy MVG 118.69. Produkcję Ikarusa 284 zakończono w 1986 roku po wprowadzeniu do produkcji autobusu Ikarus 435.